# Paulo Dybala
Paulo Exequiel Dybala (Laguna Larga, 15 de novembro de 1993) é um futebolista argentino que atua como atacante. Atualmente joga pela Roma.
Depois de começar sua carreira em 2011 no Instituto, foi contratado pelo Palermo, da Itália, em 2012. Suas boas atuações no Campeonato Italiano lhe renderam uma transferência para a Juventus em 2015, onde conquistou a Serie A, a Copa da Itália e a Supercopa da Itália logo na primeira temporada pela equipe de Turim. Depois de uma longa passagem pela Velha Senhora, o atacante foi contratado pela Roma em 2022.

## Carreira

### Instituto
Formado nas categorias de base do Instituto, Paulo Dybala ingressou no clube com apenas dez anos. Ainda na base, o jovem já se destacava dentre os demais. Inicialmente começou sua carreira atuando como um camisa 10, estando mais no meio-campo do que no ataque. Porém, a sua posição foi mudando após Francisco Buteler, um treinador dele na época da base, perceber a facilidade da jovem promessa em marcar gols.
| “                                           | O melhor conselho que dei foi para fazer o simples no seu jogo, e ajudar a equipe. E o que me deixa mais orgulhoso foi ajudá-lo a ser mais atacante. Paulo sempre foi “enganche”, às vezes jogava pela esquerda. Mas quando vi sua capacidade para fazer gols, tive que convencê-lo a jogar desta forma. E quando foi promovido para a equipe principal, o técnico passou a utilizá-lo como atacante. Realmente foi um acerto, me sinto orgulhoso por isso. Por isso sempre o aconselhei a jogar perto da área adversária. | ” |
| — Buteler, sobre o estilo de jogo de Dybala | |   |

Com 15 anos, Dybala já morava no clube e recebia um tratamento diferenciado. Paralelo a isso, o atleta perdera seu pai no mesmo ano. Francisco Buteler comentara também sobre como a morte do pai do jogador o afetou em um determinado momento de sua vida ainda nas categorias de base:
| “                                 | Há uma anedota com Dybala. Jogava contra o Independiente, em Buenos Aires. E nosso técnico naquela altura o tirou da equipe com apenas 15 minutos do primeiro tempo. Paulo começou muito mal o jogo, e saiu de campo chorando muito. Chegou ao vestiário chorando, ninguém sabia o motivo. Para o nível que tinha, estava muito afetado e desempenhava tudo muito mal naquele dia. Era a promessa de clube. Depois de uma longa conversa com o técnico, foi possível saber o motivo. Fazia um ano da morte do seu pai, exatamente um ano. E ele estava muito afetado. Depois até pediu desculpas por não ter falado antes, porque não estava em condições de jogar. Mas foi uma demonstração de humildade e classe da pessoa que é. Não quis usar a morte do seu pai para ficar fora da partida, e tentou jogar. | ” |
| — Francisco Buteler, sobre Dybala | |   |

Seguindo seus dias no futebol, o jogador pôde estrear profissionalmente com o Instituto aos 17 anos, em 2011. Na ocasião, Dybala sequer havia sido cogitado inicialmente para estar naquela partida, mas por conta de uma suspensão por cartões amarelos de Miguel Ángel Hernández, atacante recém contratado da equipe, o jogador foi escolhido pelo treinador Darío Franco para participar do jogo.
Após sua estreia profissional, foi no jogo seguinte que o atleta demonstrou sua qualidade e marcou um tento diante o Aldosivi na Segunda Divisão Argentina. No restante da temporada ele continuou a encantar na competição, tendo, inclusive, superado o recorde de Mario Kempes ao marcar em seis partidas consecutivas em jogos oficiais das principais divisões da Argentina.
No total pelo clube argentino, atuou em 40 partidas e marcou 17 gols. Ele terminou a temporada sem títulos e sem o acesso à Primeira Divisão, mas individualmente conseguiu superar até atacantes renomados no futebol argentino como David Trezeguet, na artilharia do Campeonato. Tanto destaque o fizera ser considerado uma jovem promessa, atraindo os olhares de algumas equipes europeias ao fim da temporada.
Ainda em 2011, enquanto brilhava em seu debut profissional, o argentino teve o nome vinculado ao Santos, time que havia acabado de vencer a Libertadores com Paulo Henrique Ganso e Neymar, e Dybala estava tentado a acertar com a equipe brasileira. Contudo, as negociações não avançaram, pois o Alvinegro Praiano não achou que Paulo era um atrativo interessante, já que se tratava de um jovem vindo da Segunda Divisão Argentina. Futuramente, o clube paulista contratou Patito Rodríguez, do Independiente.

### Palermo

#### 2012–13
Em 20 de julho de 2012, assinou por quatro temporadas com o Palermo. A chegada de um argentino na Itália era algo muito frequente há muitas décadas, mas o jogador havia chegado para conseguir tornar-se uma joia como outros sul-americanos que haviam passado no time, como o uruguaio Edinson Cavani e o compatriota Javier Pastore.
Como era um atleta jovem, houve desconfiança pelo dinheiro pago pelo presidente Maurizio Zamparini para adquirir Dybala. O preço de 12 milhões de euros se devia ao fato de Maurizio ser um "admirador" de Paulo:
| “                                                                                              | O presidente sempre foi um admirador meu, talvez o único que acreditou em mim mesmo quando todos me criticaram. e disseram que eu não valia o dinheiro gasto para me levar para a Sicília. | ” |
| — Paulo Dybala sobre Maurizio Zamparini, presidente do Palermo na época que ele foi contratado | |   |

Sua estreia no futebol italiano não foi glamourosa. O jogador poucas vezes alcançava os 90 minutos, mas foi nesses poucos jogos que conseguiu fazer suas melhores performances.
Quando finalmente fizera os 90 minutos pela primeira vez, Paulo marcou seus dois primeiros gols e apenas uma partida: contra o Sampdoria na 12ª rodada da Serie A. O argentino só voltaria a balançar as redes, agora pela última vez na temporada, quando completou a marca de 90 minutos pela terceira vez. Tal ação aconteceu na 21ª partida, quando marcou um tento no empate por 2–2 diante a Lazio.
A campanha irregular da equipe fez com que o Palermo fosse rebaixado naquela temporada. Os números baixos e a campanha desastrosa trouxeram ao jogador muitas críticas por conta do dinheiro investido nele.

#### 2013–14
Sua segunda época na equipe também não foi de muito brilho na etapa inicial. Paulo ficou em um forte jejum de um ano e três meses sem balançar as redes pelo Palermo (a última vez havia sido contra a Lazio na temporada anterior), mas pôde quebrar a marca negativa na 27ª rodada da Serie B diante o Bari.
Seguinte a isso, o argentino finalmente desempenhou um futebol exemplar e terminou a temporada com cinco gols, todos eles marcados nos últimos dois meses da temporada.
A equipe conseguiu terminar a temporada como campeã da Segunda Divisão Italiana e retornou à elite.

#### 2014–15

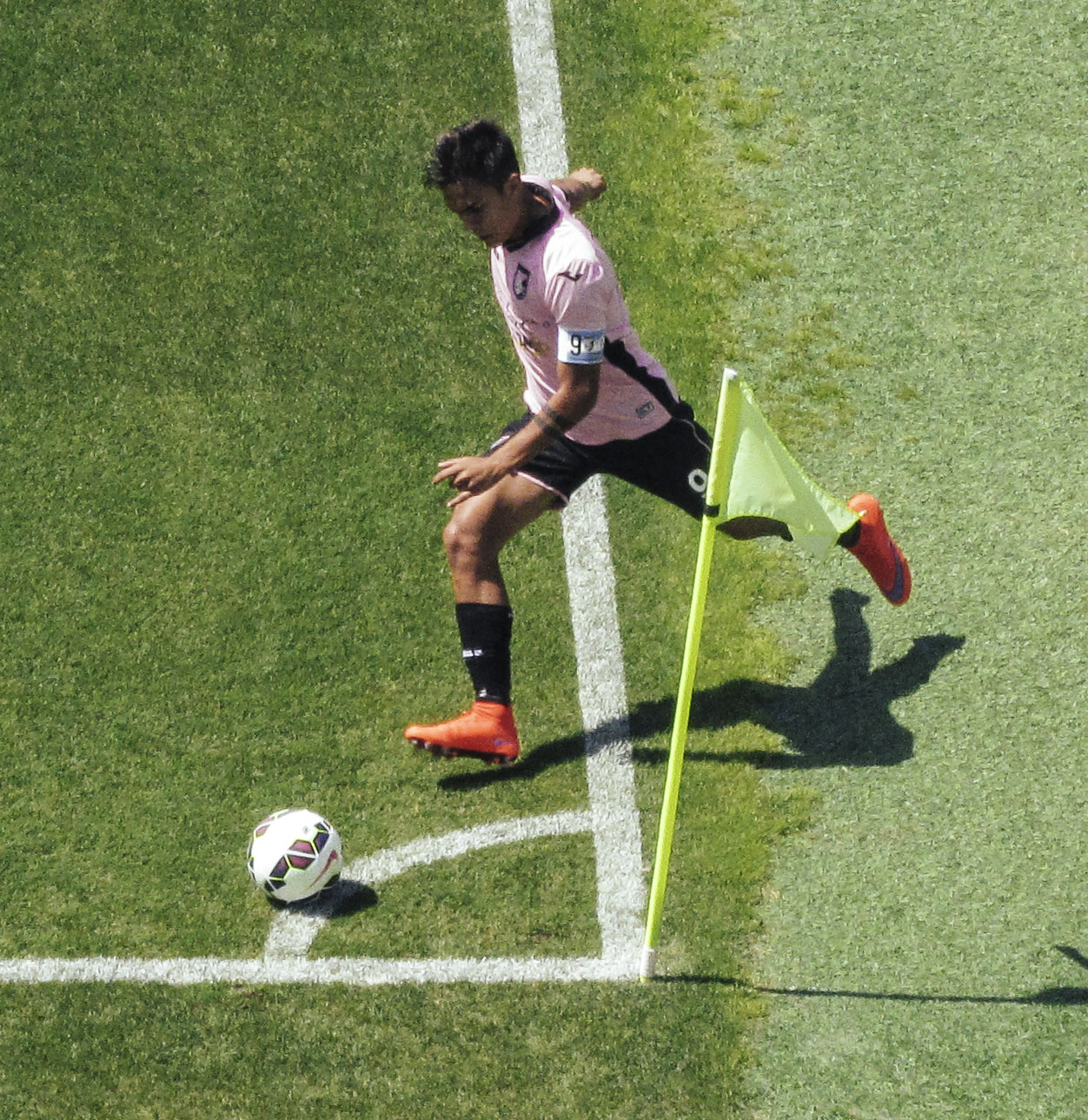
Dybala cobrando um escanteio pelo Palermo

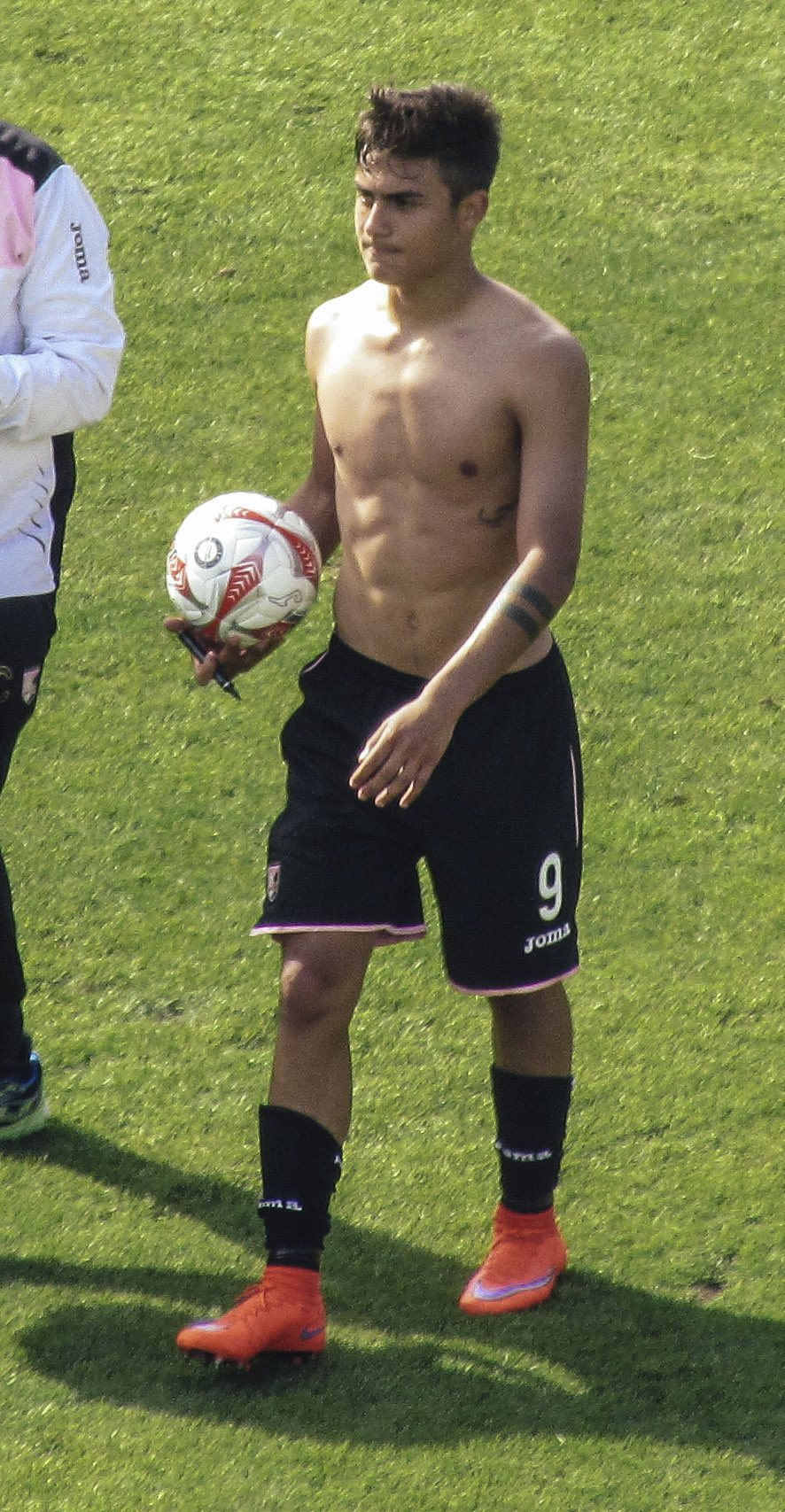
Paulo Dybala pelo Palermo em 2015

Esta seria a melhor temporada de Dybala com a camisa do clube. O atacante começou a Serie A fazendo um gol no empate em 1–1 contra a Sampdoria na primeira rodada, e depois só voltou a balançar as redes na 7ª rodada, numa vitória por 2–1 diante o Cesena. Em seguida, após não marcar contra Juventus e Chievo, fez um dos gols da vitória por 2–0 contra o Milan no dia 2 de novembro. Duas rodadas depois, marcou um belo gol e teve boa atuação no empate por 1–1 contra o Genoa.
Entre dezembro de 2014 e fevereiro de 2015, Dybala conseguiu chegar a marca de 10 gols, sendo cinco deles de maneira consecutiva. Contudo, foi na partida contra o Cagliari, em janeiro, que ele obteve demasiado destaque ao marcar um doblete.
Além de seus gols, o atleta também conseguiu se destacar com as assistências. Durante o mesmo período de 10 gols, ele também pôde contribuir com outros cinco passes diretos.
Ao final da temporada, atraiu o interesse de diversos clubes europeus, sendo poupado da reta final do campeonato para negociar.
Concluindo a temporada, o Palermo ficou na 11ª colocação, e o atacante foi um dos jogadores que mais deu assistências (10) no Campeonato Italiano. Dybala dividiu o topo do pódio com Marek Hamšík e Miralem Pjanić.
Com 13 gols na competição, o jogador empatou no número de tentos de Miroslav Klose, e superou individualmente jogadores como Francesco Totti, Mohamed Salah, Felipe Anderson e Éder. Tanto destaque fizeram dele um dos atletas mais cobiçados do mercado europeu, bem como fez com que comparações com o craque compatriota Lionel Messi começassem a aparecer, com muitos o tratando como um substituto.

### Juventus
Por 32 milhões de euros, Dybala foi contratado pela Juventus no dia 4 de junho de 2015. Este valor poderia aumentar em oito milhões durante os cinco anos de vínculo, caso certas condições contratuais fossem cumpridas.
| “                                   | A Juventus é o time que me quis mais. Eles fizeram um real esforço para me contratar, e é por isso que fiz minha escolha. Eu posso certamente vencer o Scudetto lá, considerando que se trata de um clube vencedor. Eu também sempre joguei para ganhar e posso encontrar sucesso com eles. | ” |
| — Dybala, em sua chegada à Juventus | |   |

Marcou seu primeiro gol pelo clube no dia 8 de agosto, na vitória por 2–0 contra a Lazio, no Estádio de Shanghai, na China. Com o triunfo, conquistou seu primeiro título pela Juve: a Supercopa da Itália.

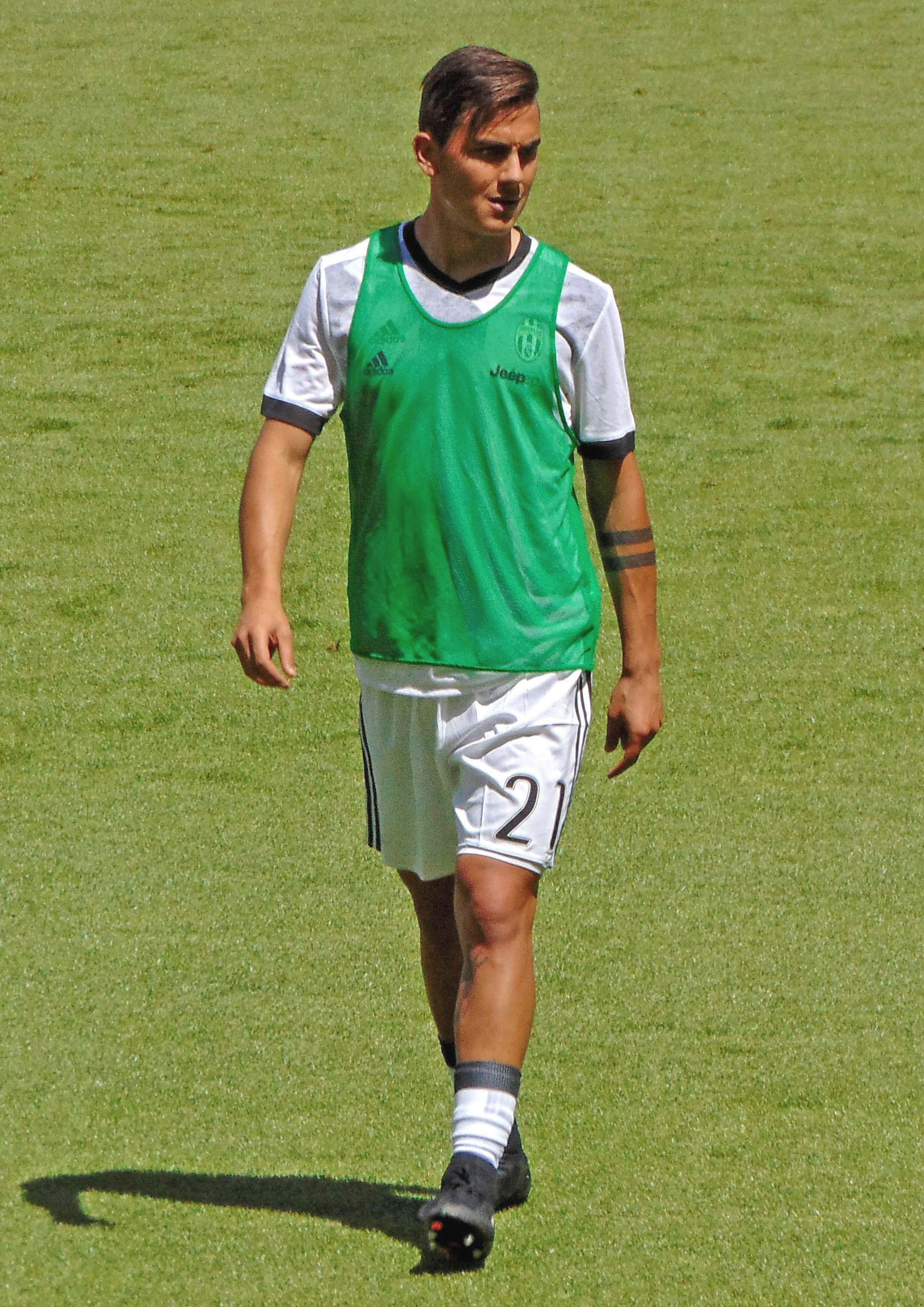
Dybala treinando pela Juventus em 2017

O atacante teve grande atuação no dia 11 de abril de 2017, ao marcar dois gols e ajudar a Juventus a construir uma vantagem de 3–0 sobre o Barcelona na partida de ida das quartas de final da Liga dos Campeões da UEFA. Logo aos seis minutos do primeiro tempo, o argentino recebeu um bom passe do colombiano Juan Cuadrado e tocou no canto do goleiro Ter Stegen. Depois, aos 21, acertou outro belo chute no canto, sem chances para o goleiro adversário.
Já no dia 13 de abril, a Juventus anunciou oficialmente a renovação de contrato com Dybala. O argentino assinou um novo vínculo válido até 30 de junho de 2022, passando a ganhar cerca de 7 milhões de euros (23,3 milhões de reais) por temporada com o acerto. Além disso, passou a ter um vencimento equivalente ao do jogador mais bem pago do clube, o também argentino Gonzalo Higuaín. A partir do dia 9 de agosto, Dybala passou a usar a camisa 10 da Juventus, número já utilizado por vários outros craques do clube, como Omar Sivori, Michel Platini, Roberto Baggio e Alessandro Del Piero.
Em sua primeira partida oficial na temporada 2017–18, marcou dois gols na decisão da Supercopa da Itália, na derrota por 3–2 para a Lazio. Na sua estreia na Serie A, marcou um dos gols na vitória por 3–0 sobre o Cagliari. Já na rodada seguinte, marcou um hat-trick na goleada por 4–2 sobre o Genoa, no Luigi Ferraris. Na 4ª rodada, contra o Sassuolo, completou 100 jogos com a camisa da Juventus, fazendo seu segundo hat-trick na temporada, no triunfo por 3–1. O atacante voltaria a ter grande atuação em abril de 2018, marcando três vezes na vitória por 4–2 contra o lanterna Benevento.
Na temporada 2018–19, Dybala terminou no banco da Juventus. Apesar disso, o atacante recusou uma proposta do Manchester United em agosto. Diante da recusa, o ex-zagueiro e ídolo do United, Rio Ferdinand, chegou a afirmar:
| “ | Não sei como Dybala teve a ousadia de nos rejeitar quando está no banco de reservas da Juventus. Estou feliz que não tenha vindo porque não tem o que é preciso para ser um jogador do United. | ” |

Ao final da temporada 2021–22, o jogador não renovou com a Juventus e encerrou sua passagem pela equipe de Turim. No total, o argentino atuou em 293 partidas, marcou 115 gols e deu 45 assistências, tendo conquistado cinco vezes o Campeonato Italiano.

### Roma

#### 2022–23
Em 18 de julho de 2022, Dybala assinou um contrato de três temporadas com a Roma. Ele realizou sua estreia oficial pela Giallorossi no dia 14 de agosto, em uma vitória por 1–0 fora de casa sobre a Salernitana, válida pelo Campeonato Italiano. O atacante marcou seus primeiros gols pelo clube no dia 30 de agosto, na vitória por 3–0 sobre o Monza, válida pela Serie A.
Voltou a ter boa atuação no dia 1 de outubro, quando marcou um golaço contra a Internazionale, o primeiro da vitória fora de casa por 2–1.
Um dos principais nomes da equipe comandada por José Mourinho, Dybala terminou sua primeira temporada com 38 partidas disputadas, 18 gols marcados e sete assistências distribuídas.

#### 2023–24
Em 26 de fevereiro de 2024, o argentino marcou um hat-trick na vitória da Roma por 3–2 sobre o Torino, válida pela 26ª rodada do Campeonato Italiano. Dybala voltou balançar as redes na partida seguinte, dessa vez em um triunfo por 4–1 contra o Monza, fora de casa, válido pela 27ª rodada da Serie A. O atacante teve boa atuação e foi decisivo no dia 18 de abril, marcando numa vitória por 2–1 contra o Milan e garantindo a classificação romana para a semifinal da Liga Europa.

## Seleção Nacional

### Sub-20

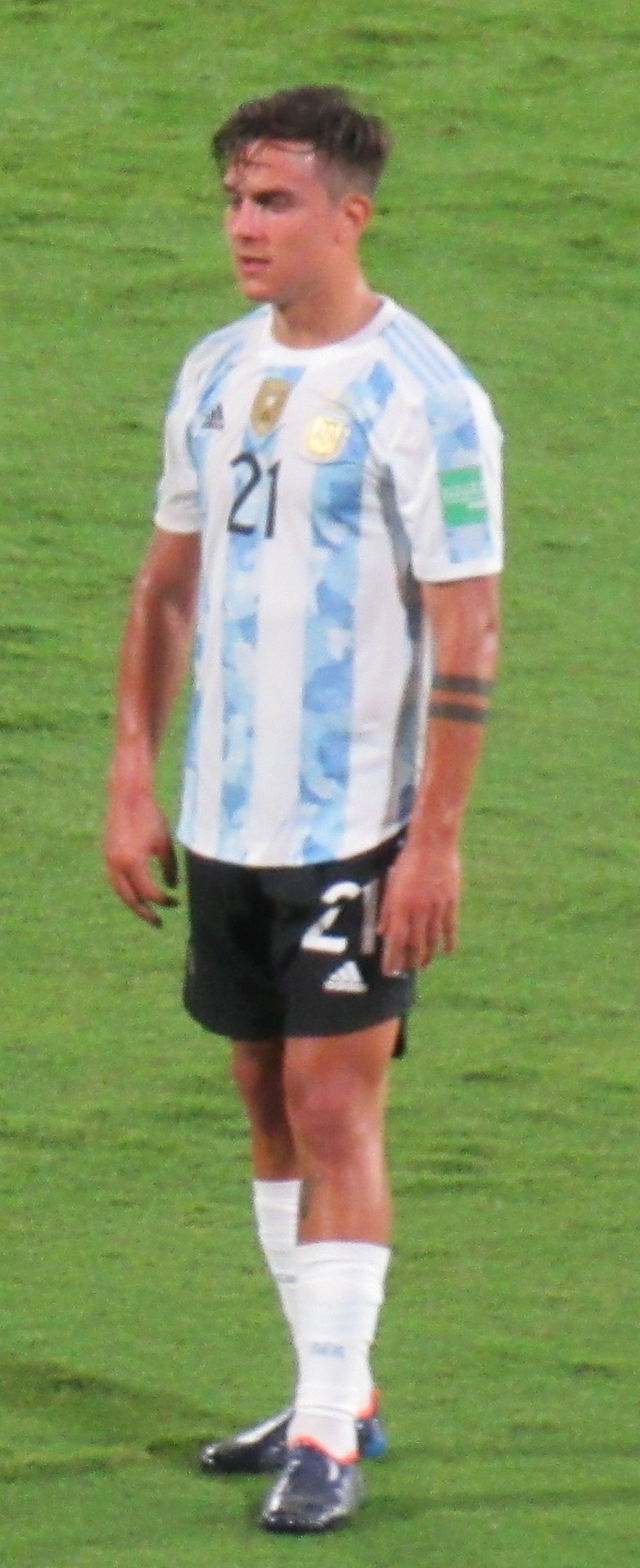
Dybala pela Argentina em 2022

Convocado pela Seleção Argentina Sub-20 comandada pelo treinador Walter Perazzo para o Campeonato Mundial Sub-20 de 2011 e para os Jogos Pan-Americanos de 2011, Dybala acabou sendo cortado.

### Convite da Seleção Italiana
Possuidor da cidadania italiana desde 2012, foi cogitado em 2014 pelo treinador Antonio Conte para ser convocado pela Seleção Italiana. No entanto, Dybala agradeceu e recusou a possibilidade, preferindo continuar defendendo a Argentina.

### Principal
Estreou pela Seleção Argentina principal no dia 13 de outubro de 2015, contra o Paraguai, em partida válida pelas Eliminatórias da Copa do Mundo de 2018.
Enquanto vivia o seu auge na Juventus, disputou a Copa do Mundo FIFA de 2018 e a Copa América de 2019, porém sem conseguir destaque em ambas as competições. O atacante chegou a marcar um gol na Copa América, na vitória por 2–1 contra o Chile, em jogo válido pela disputa do terceiro lugar.
Convocado por Lionel Scaloni para a Copa do Mundo de 2022, Dybala só atuou em duas partidas, em ambas saindo do banco de reservas, mas fez parte do elenco que foi campeão no Catar.

## Vida pessoal
Entre 2014 e 2018, namorou a modelo argentina Antonella Cavalieri. Desde 2018 namora com a cantora e atriz Oriana Sabatini.
Em 21 de março de 2020, Dybala testou positivo para a COVID-19, no início da pandemia da doença na Itália. O atleta teve resultado negativo em teste para a doença viral somente em 6 de maio, depois da realização de quatro exames positivos.

## Títulos
Palermo
- Serie B: 2013–14

Juventus
- Supercopa da Itália: 2015, 2018 e 2020
- Serie A: 2015–16, 2016–17, 2017–18, 2018–19 e 2019–20
- Copa da Itália: 2015–16, 2016–17, 2017–18 e 2020–21

Seleção Argentina
- Superclássico das Américas: 2017
- Copa dos Campeões CONMEBOL–UEFA: 2022
- Copa do Mundo FIFA: 2022

### Prêmios individuais
- Equipe do Ano da Serie A: 2015–16, 2016–17, 2017–18 e 2019–20
- Melhor Jogador da Serie A: 2019–20
- Equipe da Temporada da ESM: 2016–17
- 37º melhor jogador do ano de 2016 (The Guardian)[53]
- 24° melhor jogador do ano de 2016 (Marca)[54]
- Jogador do Mês da Serie A: julho de 2020
- Equipe ideal da Liga Europa da UEFA: 2022–23

### Artilharias
- Supercopa da Itália: 2015 (1 gol), 2017 (1 gol) e 2019 (1 gol)
- Coppa Italia de 2016–17 (4 gols)
- Copa dos Campeões CONMEBOL–UEFA de 2022 (1 gol)

### Recordes
- Jogador com mais gols na história da Supercopa da Itália (4 gols)